# Ангус, стринги и поцелуи взасос
«Ангус, стринги и поцелуи взасос» (англ. Angus, Thongs and Perfect Snogging) — кинокомедия 2008 года.

## Сюжет
Фильм снят по мотивам книги Реннисон Луис «Поцелуй, сладкий как ириска» (другое название «Ангус, стринги и поцелуй взасос»).
Четырнадцатилетняя Джорджия Николсон живёт с родителями, которые её не понимают, и опротивевшей ей трёхлетней сестрой. Джорджия между тем мечтает стать блондинкой, иметь нос поменьше и парня. Читая записи её дневника, зритель погружается в мир подростковых будней с их радостями, разочарованиями, эмоциями, курьёзными ситуациями и различного рода переживаниями…

## В ролях
| Актёр             | Роль              |
| ----------------- | ----------------- |
| Джорджия Грум     | Джорджия Николсон |
| Аарон Джонсон     | Робби             |
| Карен Тейлор      | Конни Николсон    |
| Алан Дейвис       | Боб Николсон      |
| Элеонор Томлинсон | Джес              |
| Джорджия Хеншоу   | Рози Бэрнс        |
| Мандживен Грюэл   | Эллен             |
| Кимберли Никсон   | Линдсей           |
| Шон Бурк          | Том               |
| Ингрид Оливер     | мисс Стамп        |

## Критика
Фильм получил положительные отзывы кинокритиков. На сайте Rotten Tomatoes фильм имеет рейтинг 72 % на основе 25 рецензий со средним баллом 5,92 из 10.

## Саундтрек
В саундтреке использовалась песня Авы Ли Mad About the Boy.